# Puerto de la Selva
Puerto de la Selva (oficialmente en catalán: El Port de la Selva) es un municipio español perteneciente a la comarca del Alto Ampurdán en la provincia de Gerona, Cataluña. Se halla ubicado en la costa norte de Cabo de Creus, en la Costa Brava.
El pueblo sigue teniendo un importante puerto que hace honor a su tradición pesquera, aunque otros sectores económicos como el turismo han ido tomando el relevo. Está constituido por un conjunto de arquitectura marinera presidido por la iglesia de Santa María de les Nieves, de gran belleza, que se encara a la bahía. 
Cerca, puede visitarse el dolmen de la Taula dels Lladres y un poco más lejos el Monasterio de San Pedro de Roda. Ligado a la población está el nombre del escritor catalán Josep Maria de Sagarra, en el que inspira algunas de sus obras de ambiente marinero: La Balada de Luard, El Mariner (El Marinero) o Cançons de rem i de Vela (Canciones de Remo y de Vela).

## Geografía
La localidad dista de Figueras, la capital del Alto Ampurdán, 33 km y 70 km de la capital de provincia, Gerona. Su término municipal es uno de los más extensos de la zona, ocupando una extensión de 41,49 km². Se extiende desde el "rec d'en Feliu" hasta la cala de Portaló por la costa, y por el interior hasta los términos de Llansá, Vilajuiga, Pau, Palau Sabardera, Rosas y Cadaqués.
Dentro de este entorno se encuentra una gran riqueza paisajística donde se combina el azul del mar Mediterráneo, el verdor de las viñas y levantándose a nivel de mar, montañas esculpidas por el paso del tiempo con cimas de alturas destacadas como San Salvador (671 m s. n. m.) y Puig de Queralbs (621 m), conformando la sierra de Rodas.
La sierra de Rodas, contrafuerte de los Pirineos, donde se asienta la localidad, se formó por los plegamientos de la era primaria y está constituida tanto por rocas metamórficas, como filonianas y plutónicas. Su morfología muestra unas costas escarpadas resultantes de la acción erosiva del mar y el viento, con abundantes valles fluviales inundados por el mar que originan una costa articulada con abundantes calas pintorescas, cabos elevados y promontorios abruptos, así como diversas islas que se elevan por encima de una plataforma de abrasión poco extensa.

### Playas
Este pequeño rincón del cabo de Creus cuenta con unas de las mejores playas de Cataluña. Muchas de ellas han sido destacadas por la Generalidad de Cataluña con gran reconocimiento de la calidad de sus aguas y su cuidado entorno. Cada una de ellas tiene una personalidad propia; podemos encontrar desde playas de arena fina, hasta playas de piedras redondeadas por la acción del mar y el viento a lo largo de los tiempos, pero todas tienen en común el agua cristalina que caracteriza la costa del Cabo de Creus, perfecta para practicar cualquier actividad marítima.
Desde hace algunos años, la Generalidad dentro del programa de vigilancia e información del estado de las Playas incluye cuatro playas del término municipal: la playa del Port de la Vall, la de la Tamariua, la del Puerto de la Selva y la del Pas. Estas dos últimas fueron galardonadas por la Comunidad Europea con la bandera azul en el año 1997. Es necesario mencionar en particular la playa del Pas que este año (2007) ha vuelto a ser la mejor playa de Cataluña.

## Historia

### Inicios
Las primeras referencias históricas del núcleo urbano son las que corresponden a un documento del año 974 que habla del "porto quod dicunt Armi-rodas", de una donación del conde Gausfredo de Ampurias al monasterio. Hace falta dejar pasar mucho tiempo hasta llegar a principios del siglo XVIII en que hay documentos que hablan de un núcleo de casas independiente. En 1725 se inicia la construcción de la primera iglesia. Al principio, eran casas de pescadores que vivían en la Selva de Mar y otros pueblos de los alrededores.
En estas casas se guardaba el pescado y los utensilios de pesca. Este pequeño núcleo fue creciendo hasta que en el año 1787 se independizó de la Selva de Mar mediante un privilegio de Villa Real concedido por el rey Carlos III.
Juntamente con la pesca, a mediados del siglo XIX fue tomando mucha importancia el comercio de aceite y vino, hasta que numerosas plagas, especialmente la filoxera, atacaron los cultivos durante la segunda mitad del siglo XIX. Eso provocó un importante declive en la economía del pueblo, por el cual muchas familias se vieron obligadas a emigrar.
Después de este desastre, solo se recuperaron para el cultivo los valles y las zonas bajas de las montañas; a partir de los años 1960 esta actividad fue disminuyendo, dejando la pesca como el principal recurso del pueblo.

### Historia reciente

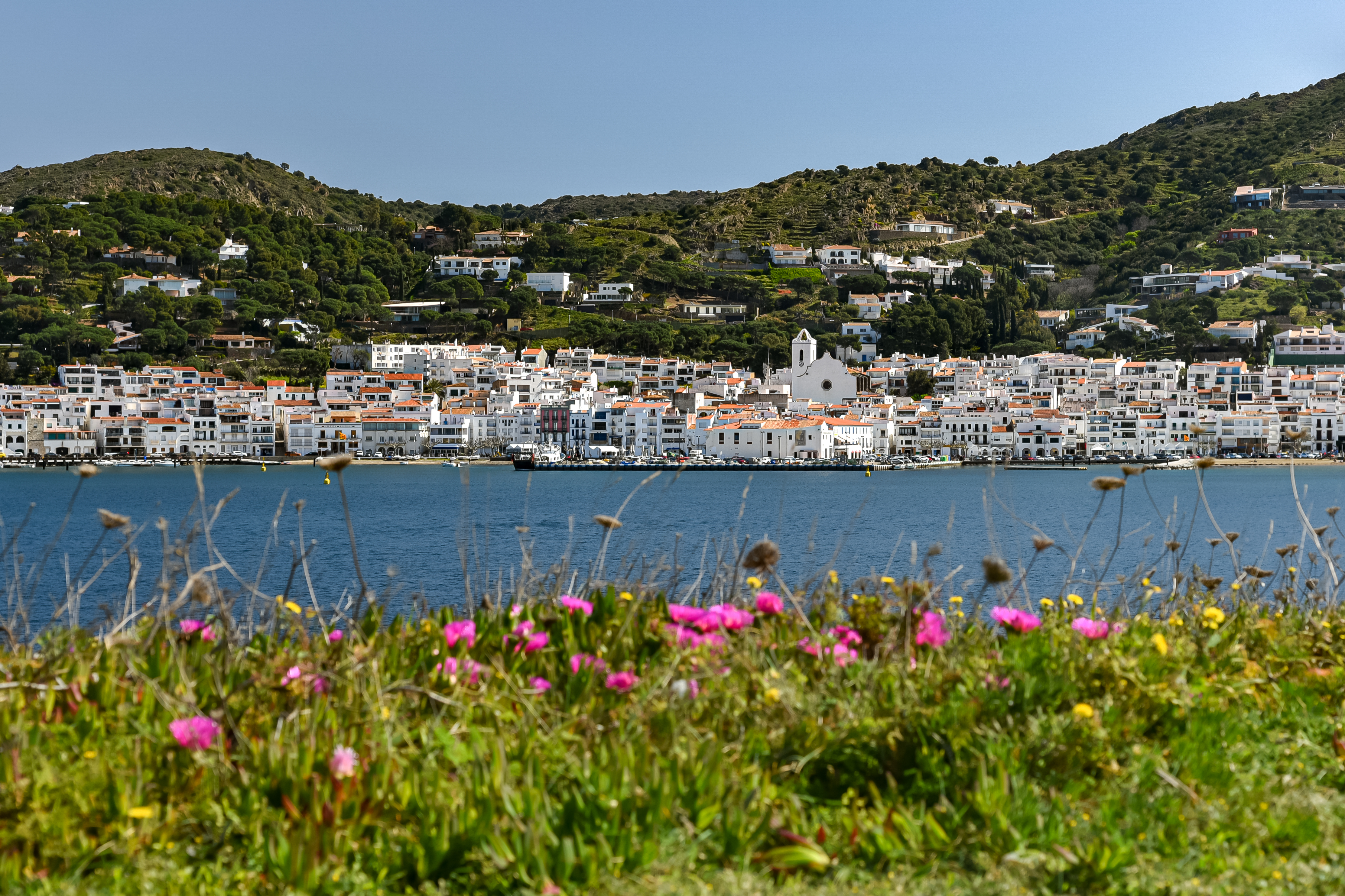
Vista de la localidad en el

A partir de los años 1960 hasta la actualidad, la explotación turística se ha convertido en la actividad más importante para el Puerto de la Selva. Los inicios del período turístico se remontan a los años 1920, cuando un grupo de intelectuales descubrieron pueblo. La serena belleza de la población y de sus incomparables encantos, convirtieron a estos primeros turistas en propagadores fervientes de Puerto de la Selva, lo que provocó en pocos años una verdadera avalancha turística. La población, consciente de lo que representaría poder albergar estos providenciales visitantes, hizo todo lo posible y en poco tiempo construyó más de 500 viviendas, siempre respetando la personalidad del pueblo.
Durante los primeros años de afluencia de turistas extranjeros fue tan grande que en las calles del pueblo casi no se oía hablar catalán. Ante este incremento de turismo, se han ido sucediendo urbanizaciones, dando una nueva fisonomía al pueblo y a los de alrededor.
Actualmente, Puerto de la Selva cuenta con un par de hoteles, algunos hostales y campamentos, capaces de albergar al creciente turismo que se desplaza hasta el pueblo principalmente durante los meses de verano.
A pesar del turismo, Puerto de la Selva conserva todavía un aire de pueblo importante, mostrando sus encantos de pequeño pueblo de pescadores.

## Demografía
Puerto de la Selva cuenta con una población de 1061 habitantes (INE 2024).
| Gráfica de evolución demográfica de Puerto de la Selva entre 1842 y 2021 |
| |
| Población de derecho según los censos de población del INE Población de hecho según los censos de población del INEEn estos censos se denominaba Puerto de la Selva: 1842, 1857, 1860, 1877, 1887, 1897, 1900, 1910, 1920, 1930, 1940, 1950, 1960, 1970 y 1981 |

## Monumentos y lugares de interés
El Puerto de la Selva nos ofrece tranquilos paseos, se puede pasear por la orilla del mar, por el puerto, el Club Náutico y continuando por el camino de ronda, siguiendo la dirección hacia Llansá, o bien por el camino de las calas siguiendo hacia la Tamariua. Dentro del núcleo urbano puede visitarse la iglesia de Santa María de les Neus, con una escultura gótica proveniente del monasterio de San Pedro de Roda, y pasear por las calles paralelas al mar.
Dentro del núcleo urbano del Valle de Santa Cruz es de destacar la iglesia San Fructuoso, y descubrir las estrechas calles que nos llevan a la Fuente o hacia el camino que sube al monasterio de San Pedro de Roda, que majestuosamente, preside el entorno.
El patrimonio cultural abarca todos los periodos históricos, desde la prehistoria, hasta la actualidad, con vestigios de todas las épocas, pero destacan tanto por calidad como por los monumentos del periodo medieval.
El Megalítico encuentra su plasmación en quince elementos, de los que destacamos los dólmenes de las Mores Altes, al lado de la carretera que sube del Puerto de la Selva al Monasterio de San Pedro de Roda, el paradolmen de la Pallera, justo al lado del enlace de la carretera comentada con la carretera de Vilajuiga a San Pedro de Rodas.

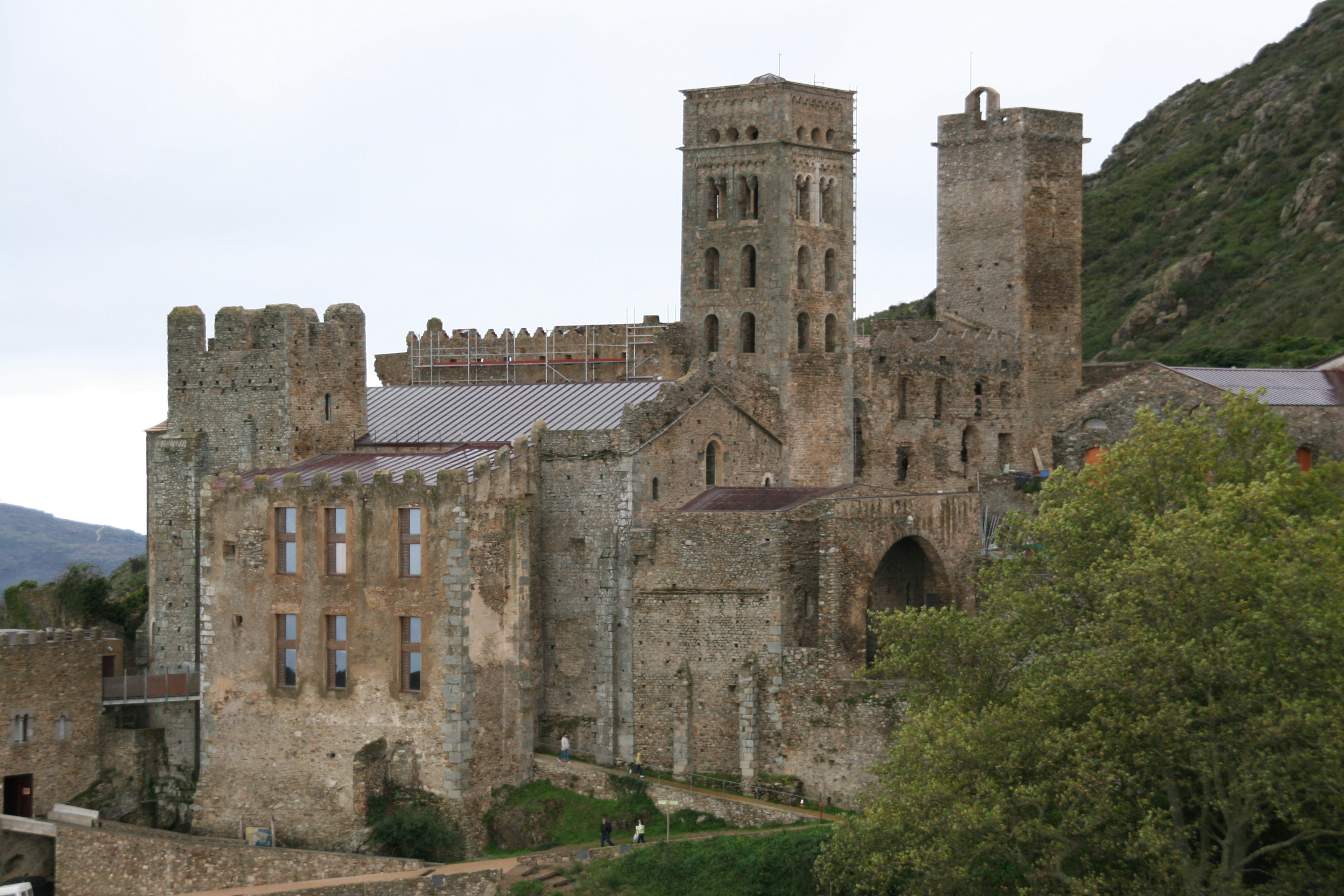
Monasterio de San Pedro de Roda

Nuestro patrimonio cultural tiene como joya más preciada el conjunto monumental del Monasterio de San Pedro de Roda, declarado Bien Cultural de Interés Nacional, desde 1997, por el departamento de Cultura de la Generalidad de Cataluña. Este conjunto está formado por el monasterio de San Pedro de Roda, el castillo de Verdera y la iglesia de Santa Cruz de Roda, junto con las ruinas del pueblo medieval que la rodea.
Pero también encontramos otros vestigios de origen medieval como es la iglesia de Sant Baldiri de Taballera, situada dentro del Macizo del Cabo de Creus, desde del Sendero de Largo Recorrido, GR-11, a unos 5 km del núcleo urbano.
Dispersos por el territorio vemos restos de arquitectura popular, que juntamente a la vegetación arbustiva muestran un paisaje fuertemente humanizado, que se traduce en numerosas paredes de piedra seca y otros elementos visitables, como el horno de baldosas de Canavall, al lado del Molino de Canavall, molino de grano antiguo, o el Horno del Corral de la Almeda, de baldosas.

## Cultura

### Deporte
El Puerto de la Selva ofrece un manojo de actividades para realizar tanto en verano como en invierno.

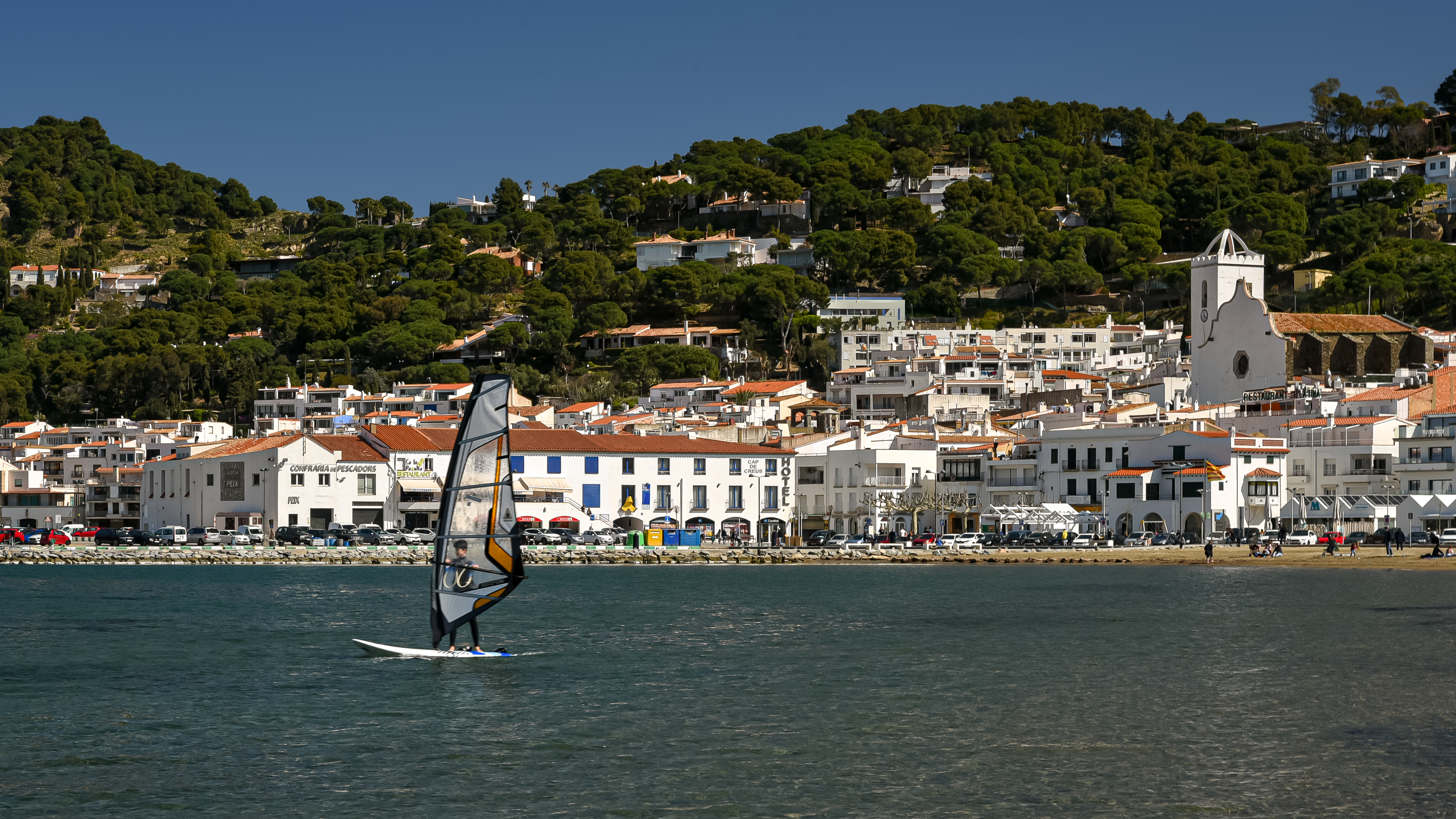
Persona practicando windsurf

Por un lado tenemos la posibilidad de disfrutar de los numerosas alternativas que nos ofrece el mar:
La bahía del Puerto de la Selva reúne las condiciones adecuadas por la práctica del esquí acuático, la natación o el remo con un mar que se muestra tranquilo habitualmente. Se puede practicar la vela, natación, kayak, etc.
También es un lugar idóneo para la práctica del windsurf, sobre todo cuando sopla la tramuntana, ya que tiene la ventaja de que siempre lleva a la costa.
Podemos disfrutar también de paseos con barco que permiten descubrir los maravillosos parajes que esconde el cabo de Creus. Se puede hacer alquilando una embarcación, o bien subiendo a los cruceros que navegan por las diferentes calas.
Además de los itinerarios que hay alrededor del pueblo, el Puerto de la Selva presenta un terreno ideal por la práctica del ciclismo de montaña (más de 30 km de pistas forestales señalizadas) y de carretera.
Otra posibilidad es el parapente que se práctica desde la zona de Sant Salvador donde hay varias zonas de salida alrededor del castillo. Como zona de aterrizaje se utiliza la playa de la Ribera del Puerto de la Selva.